# Jack of the Red Hearts
Jack of the Red Hearts es una película dramática estadounidense estrenada en 2015. Dirigida por Janet Grillo y protagonizada por AnnaSophia Robb y Famke Janssen.

## Sinopsis
Narra la historia de Jack (AnnaSophia Robb), una adolescente a la fuga que necesita cuidar de Coke (Sophia Anne Caruso), su hermana de 11 años. Para ganar dinero y conseguir cierta estabilidad que mantenga a flote a las dos, Jack convence a Kay (Famke Janssen)  para ser contratada como cuidadora a tiempo completo en su casa de los suburbios. Allí cuidará de Glory (Taylor Richardson), su hija, también de 11 años de edad, que padece autismo. 
Kay se da cuenta rápidamente de lo positivo que está resultando tener a Jack en casa. La afinidad entre Jack y Glory es muy grande. Y Kay encontrará en Jack la hija con la que poder hablar. Cuando surge la chispa romántica entre Jack y Robert (Israel Broussard), el hermano mayor de Glory, de 17 años, este grupo de personas heridas comenzará a experimentar su curación, dando paso a una historia conmovedora donde la verdad saldrá a la luz.

## Reparto
- AnnaSophia Robb como Jack.
- Famke Janssen como Kay.
- Israel Broussard como Robert.
- Sophia Anne Caruso como Coke.
- Scott Cohen como Mark.
- Taylor Richardson como Glory.
- John D'Leo como Dudley.
- Drena De Niro como Elizabeth.
- Parisa Fitz-Henley como Cynthia.
- Jenny Jaffe como Donna.
- Chris Jarell como Fredy.